# Богдан Сташински
Богдан Николајевич Сташински (укр. Богдан Миколайович Сташинський; Боршовичи, код Лавова, 4. новембар 1931) бивши је официр и шпијун КГБ-а, украјинског порекла, који је крајем 1950-их извршио атентат на украјинске националистичке вође — Лева Ребета и Степана Бандере. Пребегао је у Западни Берлин 1961. године.